# سفراء النوايا الحسنة لليونسكو
سفير النوايا الحسنة لليونسكو هو لقب تكريمي رسمي يُمنح بصفة ما بعد الاسم، ويُعدّ لقبًا للسلطة، ووضعًا قانونيًا، ووصفًا وظيفيًا، يُمنح لأولئك السفراء والمناصرين الذين تختارهم منظمة الأمم المتحدة للتربية والعلم والثقافة (اليونسكو). وسفراء النوايا الحسنة لليونسكو هم شخصيات مشهورة أو خبراء، لا يحملون صفة السفراء الدبلوماسيين، بل يستخدمون شهرتهم أو مواهبهم في نشر مبادئ اليونسكو، وجذب انتباه وسائل الإعلام لقضاياها. وتشمل الفئات التخصصية الأخرى من المناصرين ألقابًا مثل: "فنان اليونسكو من أجل السلام"، و"بطل اليونسكو من أجل الرياضة"، و"المبعوث الخاص لليونسكو".

## القائمة
| الاسم                       | الدولة                   | سنة التعيين | المشاريع والأنشطة المدعومة                                           |
| --------------------------- | ------------------------ | ----------- | -------------------------------------------------------------------- |
| كسويلي أبينغ                | هولندا                   | 2022        | مكافحة التمييز والعنصرية                                             |
| فالداس آدامكوس              | ليتوانيا                 | 2003        | بناء مجتمعات المعرفة                                                 |
| سيدنالي سيداحمد ألفادي      | النيجر                   | 2016        | الابتكار والإبداع في إفريقيا                                         |
| كريستيان أمانبور            | المملكة المتحدة          | 2015        | حرية التعبير وسلامة الصحفيين                                         |
| ياليتزا أباريسيو            | المكسيك                  | 2019        | الشعوب الأصلية                                                       |
| متين أرديتي                 | سويسرا                   | 2014        | حوار الثقافات (سفير شرفي ومبعوث خاص)                                 |
| شانتال بيا                  | الكاميرون                | 2008        | التعليم والاندماج الاجتماعي                                          |
| كلود-أليكس بيرتراند         | هايتي                    | 2014        | الثقافة والتعليم والدبلوماسية الثقافية وحقوق الطفل والرياضة والسياحة |
| سيرغي بوبكا                 | أوكرانيا                 | 2003        | دعم الرياضة                                                          |
| لورا ويلش بوش               | الولايات المتحدة         | 2003        | تعزيز محو الأمية ضمن عقد الأمم المتحدة لمحو الأمية                   |
| كلوديا كاردينالي            | إيطاليا                  | 2000        | حقوق المرأة وقضايا البيئة                                            |
| الأميرة كارولين من هانوفر   | موناكو                   | 2003        | حماية الطفل وتمكين النساء والفتيات في إفريقيا                        |
| ماورو كولاجريكو             | الأرجنتين                | 2022        | التنوع البيولوجي                                                     |
| الأميرة دانا فراس           | الأردن                   | 2017        | حماية التراث والحفاظ عليه                                            |
| روسي دي بالما               | إسبانيا                  | 2022        | التنوع الثقافي                                                       |
| تان دون                     | الصين                    | 2013        | —                                                                    |
| فياتشيسلاف فيتيسوف          | روسيا                    | 2004        | دعم الرياضة                                                          |
| فيغديس فينبوجادوتير         | آيسلندا                  | 1998        | التنوع اللغوي وحقوق المرأة والتعليم                                  |
| الأميرة فيريال من الأردن    | الأردن                   | 1992        | التعليم للجميع، حقوق المرأة، التراث العالمي، العمل الإنساني          |
| سين غينشيتسو                | اليابان                  | 2012        | —                                                                    |
| نيزان جوانيس                | البرازيل                 | 2011        | —                                                                    |
| هيربي هانكوك                | الولايات المتحدة         | 2011        | —                                                                    |
| بهية الحريري                | لبنان                    | 2000        | التعليم، الثقافة، حقوق المرأة، التنمية المستدامة                     |
| فيتالي إغناتينكو            | روسيا                    | 2008        | تدريب الصحفيين الروس والترويج لحرية تداول المعلومات                  |
| جان ميشيل جار               | فرنسا                    | 1993        | حماية البيئة، الشباب، التسامح، التراث العالمي                        |
| بيات وسيرج كلارسفيلد        | فرنسا                    | 2015        | تعليم تاريخ الهولوكوست ومنع الإبادة الجماعية (سفراء شرفيون)          |
| ناومي كاواسي                | اليابان                  | 2021        | الصناعات الثقافية والإبداعية                                         |
| ناصر ديفيد خليلي            | المملكة المتحدة          | 2012        | الحوار الثقافي والسلام من خلال التعليم                               |
| ديياه خان                   | النرويج                  | 2016        | حرية الإبداع الفني                                                   |
| مارك لادريت دي لاشارير      | فرنسا                    | 2009        | تعليم الهولوكوست ومنع الإبادة الجماعية                               |
| الأميرة للا مريم            | المغرب                   | 2001        | حماية الطفولة وحقوق المرأة                                           |
| الأميرة لورنتين             | هولندا                   | 2009        | مبعوثة خاصة لمحو الأمية من أجل التنمية                               |
| بينغ لييوان                 | الصين                    | 2014        | مبعوثة خاصة لتعليم الفتيات والنساء                                   |
| الأميرة مها شاكري سيريندورن | تايلاند                  | 2005        | تمكين الأطفال الأقليات والحفاظ على تراثهم اللامادي                   |
| جان مالوري                  | فرنسا                    | 2007        | قضايا القطب الشمالي، البيئة، التراث القطبي                           |
| ماريا تيريزا من لوكسمبورغ   | لوكسمبورغ                | 1997        | التعليم، حقوق المرأة، التمويل الصغير، مكافحة الفقر                   |
| دينيس ماتسويف               | روسيا                    | 2014        | التعليم الموسيقي ودعم المواهب الشابة                                 |
| ماريا فرانشيسكا ميرلوني     | إيطاليا                  | 2017        | —                                                                    |
| أوسكار ميتسافات             | البرازيل                 | 2011        | —                                                                    |
| فيرا ميخاليسكي-هوفمان       | سويسرا                   | 2016        | —                                                                    |
| حياة سندي                   | السعودية                 | 2012        | تعليم العلوم للفتيات العربيات                                        |
| فيك مونيز                   | البرازيل                 | 2011        | —                                                                    |
| كيتين مونيوث                | إسبانيا                  | 1997        | حماية ثقافات السكان الأصليين وبيئتهم                                 |
| ألكسندرا أوتشيروفا          | روسيا                    | 2012        | —                                                                    |
| أوته-هينرييت أوهوفن         | ألمانيا                  | 1992        | سفيرة خاصة لتعليم الأطفال المحتاجين                                  |
| كيم فوك فان ثي              | فيتنام                   | 1994        | حماية الأطفال الأيتام وضحايا الحروب                                  |
| جوديث بيزار                 | الولايات المتحدة         | 2017        | مبعوثة خاصة للدبلوماسية الثقافية                                     |
| سوزانا رينالدي              | الأرجنتين                | 1992        | أطفال الشوارع، ثقافة السلام                                          |
| هيدفا سير                   | فرنسا                    | 2011        | الدبلوماسية الثقافية                                                 |
| منتيمير شايمييف             | روسيا                    | 2017        | مبعوث خاص لحوار الثقافات                                             |
| الشيخة موزا بنت ناصر        | قطر                      | 2003        | التعليم الأساسي والعالي                                              |
| جاكلين سيلفا                | البرازيل                 | 2009        | —                                                                    |
| الأميرة سمية بنت الحسن      | الأردن                   | 2017        | العلم في خدمة السلام                                                 |
| ساليف تراوريه               | ساحل العاج               | 2012        | —                                                                    |
| زوراب تسيريتيلي             | جورجيا                   | 1996        | مشاريع ثقافية وفنية                                                  |
| ماريانا فاردينويانيس        | اليونان                  | 1999        | حماية الطفولة، الثقافة، الإغاثة الإنسانية                            |
| سني فاركي                   | الهند (يقيم في الإمارات) | 2012        | الترويج للتعليم                                                      |
| ميلو فيليلا                 | البرازيل                 | 2004        | التعليم والعمل التطوعي في أمريكا اللاتينية                           |
| فوريست ويتيكر               | الولايات المتحدة         | 2011        | مبعوث خاص للسلام والمصالحة                                           |

1. ↑  United Nations, Staff (3 Jun 2021). "List of UNESCO Goodwill Ambassadors, Artists for Peace and Champions". UNESCO Goodwill Ambassadors (بالإنجليزية). United Nations. Archived from the original on 2024-03-09. Retrieved 2021-11-08.